# مارس متنت
مارس متنت Mars MetNet هي مهمة علمية مخطط لها في الغلاف الجوي إلى المريخ، بدأها المعهد الفنلندي للأرصاد الجوية (FMI) وهي قيد التطوير من قبل فنلندا وروسيا وإسبانيا. بحلول سبتمبر 2013، جرى تصنيع واختبار نظامين للدخول والهبوط والهبوط (EDLS). اعتبارًا من عام 2015 جرى توفير التمويل الأساسي حتى عام 2020. حتى عام 2016، لم يتم تحديد تاريخ الإطلاق الأولي ولا مركبة الإطلاق.
الهدف هو إنشاء شبكة مراقبة سطحية واسعة النطاق على سطح المريخ للبحث في بنية الغلاف الجوي للكوكب وخصائصه الفيزيائية والأرصاد الجوية. يتكون الجزء الأكبر من المهمة من 16 مركبة هبوط على الأقل من طراز MetNet منتشرة فوق سطح المريخ.

## التاريخ
قام فريق من المعهد الفنلندي للأرصاد الجوية (FMI) في أواخر الثمانينيات بإعداد المفاهيم الأساسية لـ Mars MetNet. تطور المفهوم على مدى عقد من الزمان، وفي النهاية بدأ العمل التنموي في عام 2000. يمكن اعتبار MetNet خليفة لمفاهيم NetLander و Russian Mars 96 ومفاهيم مهمة ESA Marsnet و InterMarsnet السابقة. من بين كل هؤلاء، أُطلقت المهمة مارس 96 إلى المريخ، لكن الفشل في دخول المريخ بالمرحلة الرابعة من الصاروخ تسبب في دخوله مرة أخرى إلى الأرض وانقسامه. كجزء من هذه المهمة متعددة الأجزاء، كان هناك مخترقان مثل MetNet. يتمثل الاختلاف الرئيسي في أنه عند التصادم سينفصل الجزء الأمامي عن الجزء الخلفي ويدخل بعمق بعض الأمتار في الأرض.
كانت MetNet من بين البعثات المقترحة في الجمعية العامة للاتحاد الأوروبي لعلوم الأرض في أبريل 2016.

### الحالة
يتمثل نطاق مهمة Mars MetNet في نهاية المطاف في نشر عدة عشرات من مركبات الهبوط على سطح المريخ. يجري تطوير Mars MetNet من قبل فريق يتكون من المعهد الفنلندي للأرصاد الجوية (قيادة البعثة)، والمعهد الروسي لأبحاث الفضاء (IKI) (بالتعاون مع جمعية Lavochkin)، والمعهد الوطني للتقنيات الفضائية Técnica Aeroespacial (INTA) من إسبانيا.
يوجد تمويل لتطوير البرنامج الأساسي حتى عام 2020. يجري حاليًا تحديد المهمة التمهيدية والمناقشات حول فرص الإطلاق. تتألف المهمة التمهيدية من مركبة هبوط واحدة وتهدف إلى أن تكون مهمة لعرض التكنولوجيا والعلوم. في حالة نجاحها وتمويلها، يُقترح نشر المزيد من مركبات الهبوط في أماكن الإطلاق التالية.
بحلول عام 2013، انتهت جميع أنشطة التأهيل وتم تصنيع مكونات الحمولة ونموذج الرحلة. بحلول سبتمبر 2013، جرى تصنيع واختبار نظامين للدخول والهبوط (EDLS) بمستويات مقبولة. يجري استخدام أحد هذين المجسين لإجراء مزيد من الاختبارات البيئية، بينما يعتبر الثاني حاليًا جاهزًا للرحلة. غطت الاختبارات مقاومة الاهتزازات والحرارة والصدمات الميكانيكية، وقد استمرت حتى أبريل 2015.

## الأهداف العلمية
يتطلب التوصيف التفصيلي لأنماط دوران المريخ وظواهر الطبقة الحدودية والدورات المناخية قياسات أرصاد جوية متزامنة في الموقع من شبكات المحطات على سطح المريخ. والحقيقة أن الأرصاد الجوية بشكل خاص والمناخ بشكل عام تختلف على حد سواء زمنيا ومكانيا يعني أن معظم الوسائل الفعالة لمراقبة هذه هي إجراء قياسات متزامنة في مواقع متعددة وعلى مدى فترة طويلة بما فيه الكفاية من الوقت. يتضمن Mars MetNet كلاً من شبكة عالمية النطاق ومتعددة النقاط من المسابير السطحية مكملة بقمر صناعي داعم في المدار، لمدة متوقعة تبلغ عامين مريخيين. في مكان ما في نطاق من عشر إلى عشرين نقطة مراقبة يُنظر إليها على أنها الحد الأدنى للحصول على صورة جيدة لظواهر الغلاف الجوي على نطاق الكوكب.
الأهداف العلمية للهبوط هي دراسة:
- ديناميكيات الغلاف الجوي والدوران
- تفاعلات السطح مع الغلاف الجوي وطبقة حدود الكواكب
- آليات رفع الغبار
- دورات الماء وثاني أكسيد الكربون (CO2، H2O) والغبار
- تطور مناخ المريخ

الغرض من مهمة سلائف Mars MetNet هو تأكيد مفهوم الانتشار لمحطات الأرصاد الجوية المصغرة على سطح المريخ، للحصول على بيانات الغلاف الجوي أثناء مرحلة الهبوط، والحصول على معلومات حول الأرصاد الجوية وهيكل السطح في موقع الهبوط خلال سنة مريخية واحدة أو أكثر.

## مفهوم الهبوط

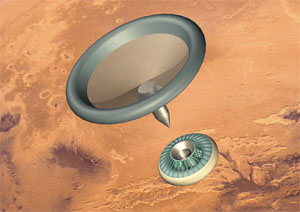
عرض فنان لمصادم MetNet يدخل الغلاف الجوي للمريخ. الوحدة السفلية: درع حراري قابل للنفخ ؛ الوحدة العلوية: 1.8 متر إبطاء قابل للنفخ

يستخدم في كل هبوط من طراز MetNet، أو مسبار صادم، نظام دخول وهبوط قابل للنفخ بدلاً من الدروع الحرارية الصلبة والمظلات التي استخدمتها أجهزة الهبوط شبه الصلبة السابقة. بهذه الطريقة يتم تحسين نسبة كتلة الحمولة إلى الكتلة الإجمالية، ويتم توفير المزيد من موارد الكتلة والحجم لحمولة المعدات العِلمية. يمكن تقسيم عملية الهبوط في الغلاف الجوي لمركبة MetNet إلى مرحلتين: مرحلة التباطؤ الديناميكي الهوائي الأساسي أو مرحلة التباطؤ «وحدة الكبح القابلة للنفخ»، ومرحلة التباطؤ الهوائية الثانوية أو «وحدة الكبح الإضافية القابلة للنفخ». ستبلغ سرعة الهبوط النهائي للمسبارين 44.6 إلى 57.6 م/ث. سيكون العمر التشغيلي لمركبة الهبوط على سطح المريخ سبع سنوات.

## المهمة

### حمولة ثانوية
نظرًا لأن متطلبات مركبة النقل ليست كبيرة جدًا، يمكن إطلاق مسبار تصادم Mars MetNet مع أي مهمة تذهب إلى المريخ (كحمولة ثانوية). يمكن لمركب الإنزال أن يركب على كوكب المريخ من وكالة الفضاء الأوروبية أو ناسا أو روسيا أو الصين أو إضافة إلى مركبات الهبوط المريخية الأكبر مثل ExoMars.

### إطلاق مخصص
كما تجري دراسة إطلاق مخصص مع عدة وحدات من مدار أرضي منخفض. سيتم نشر معظم مركبات هبوط Mars MetNet إلى المريخ بشكل منفصل قبل أسابيع قليلة من الوصول إلى المريخ لتقليل كمية الوقود المطلوبة لمناورات التباطؤ. سيتم بعد ذلك إدخال منصة القمر الصناعي في مدار حول المريخ، وسيتم نشر عدد قليل من مركبات الهبوط على سطح المريخ من مدار حول المريخ لتتمكن من الهبوط على أي مناطق محددة من سطح المريخ في نطاق خط عرض يبلغ +/- 30 درجة لكفاءة الألواح الشمسية المثلى. يقوم المسبار على متن المركبة المدارية بإجراء عمليات سبر مستمرة في الغلاف الجوي، وبالتالي استكمال الملاحظات في الموقع. ستعمل المركبة المدارية أيضًا كمرحلة أولية للبيانات بين مركبات الهبوط والأرض.

## مهمة تمهيدية
يمكن إطلاق مهمة لعرض التقنية تسمى 'Mars MetNet Precursory Mission' إما بدعم من مهمة أخرى للمريخ أو بإطلاق مخصص باستخدام صاروخ Volna الروسي - وهو صاروخ باليستي جرى إطلاقه من البحر من الغواصة.
خطط المعهد الفنلندي للأرصاد الجوية (FMI) في الأصل لإطلاق المسبار التجريبي على متن مهمة Phobos Grunt في عام 2011. لكن ذلك لم يحدث بسبب قيود الوزن على المركبة الفضائية. فشلت فوبوس-جرونت في وقت لاحق في مغادرة مدار الأرض وتحطمت في المحيط الهادئ في 16 يناير 2012. لم يتم تحديد موعد إطلاق المهمة التمهيدية.

### الحمولة
قد تشتمل الحمولة الافتراضية لبعثة مارس MetNet القادمة على الأدوات التالية:
- MetBaro: مستشعر ضغط بحد 1015 باسكال (100 g)
- MetHumi: مستشعر الرطوبة (15 جم)
- MetTemp: مستشعر درجة الحرارة بمدى من -110 درجة مئوية إلى +30 درجة مئوية (2 جم)
- كاميرا بانورامية بأربع عدسات مثبتة على زوايا 90 درجة (100 جم)
- MetSIS: مستشعر إشعاع شمسي مزود بنظام اتصالات لاسلكية بصرية لنقل البيانات
- مستشعر الغبار: كاشف للغبار والغاز بالأشعة تحت الحمراء (42 جم)

### الطاقة
تم تجهيز مهمة الهبوط بألواح شمسية مرنة، تقع على الجانب العلوي من وحدة الكبح القابلة للنفخ، والتي ستوفر ما يقرب من 0.6 واط خلال النهار. نظرًا لأن خرج الطاقة المقدم غير كافٍ لتشغيل جميع الأدوات في وقت واحد، يتم تنشيطها بالتتابع وفقًا للقيود البيئية المختلفة.

## روابط خارجية
- "MetNet Mission Payload Overview Poster (2012)" (PDF). مؤرشف من الأصل (PDF) في 2021-07-19.
- A. M. Harri؛ وآخرون (2007). MetNet — In Situ Observational Network and Orbital Platform to Investigate the Martian Environment (PDF). Helsinki: Finnish Meteorological Institute. ISBN:978-951-697-625-2. مؤرشف من الأصل (PDF) في 2022-04-12.978-951-697-625-2
- فيديو رسوم متحركة (58 ثانية) لتسلسل الهبوط الصعب:
- موقع MetNet الإلكتروني (فحص 2016)